# شعر الجسم

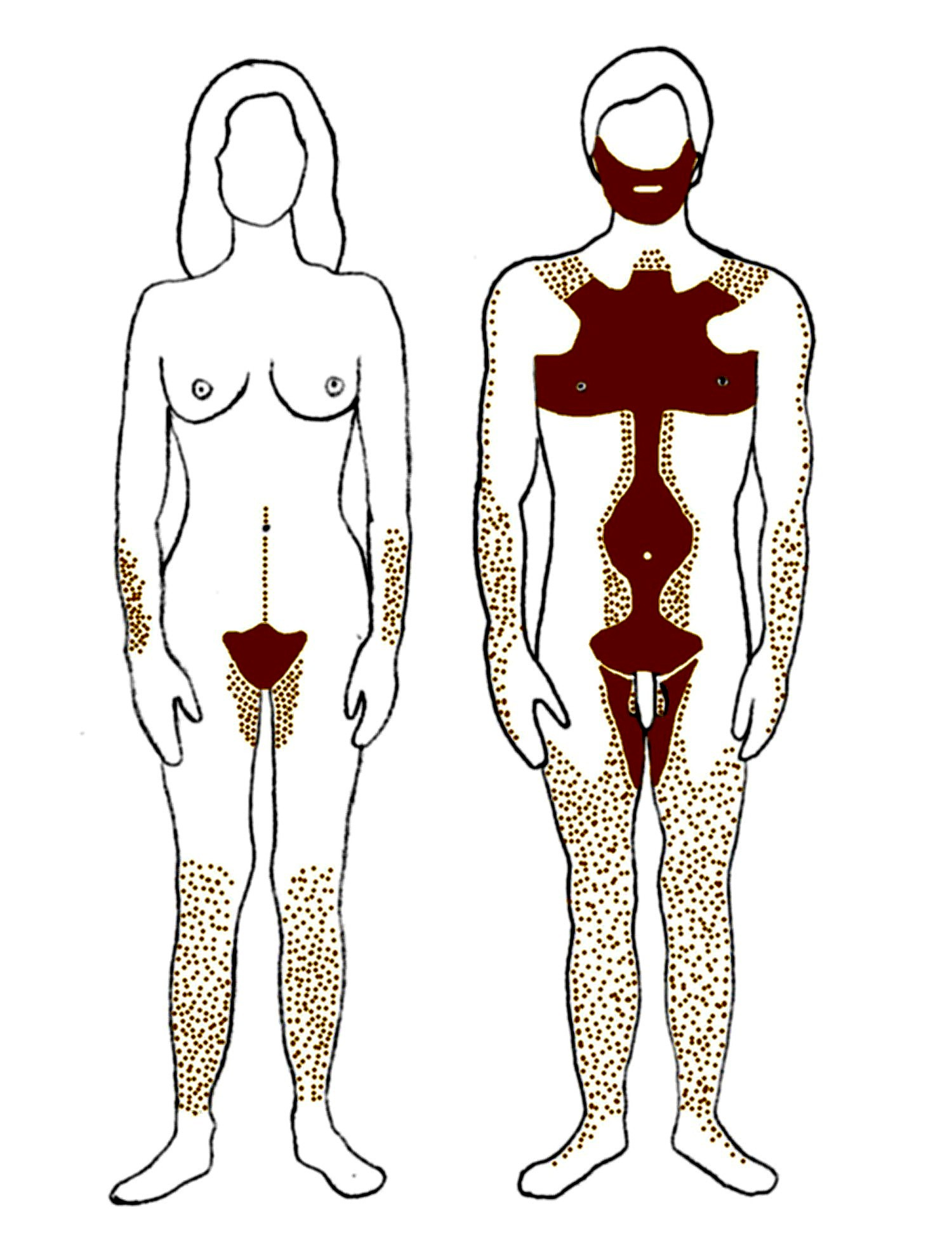
توزع الشعر الأندروجيني لدى الجنسين في مرحلة البلوغ

شعر الجسم، أو الشعر الأندروجيني، هو الشعر الانتهائي الذي يتطور على جسم الإنسان خلال وبعد البلوغ. ويختلف عن شعر الرأس والشعر الزغبي الأقل وضوحًا وهو أرفع وأفتح لونًا. ويرتبط نمو الشعر الأندروجيني بمستوى الأندروجين (غالبًا ما يشار إليه بالهرمونات الذكورية) وكثافة مستقبلات الأندروجين في الحليمات الجلدية ويجب أن يصل كلاهما إلى عتبة لانتشار خلايا بصيلات الشعر.
يغطي الشعر الزغبي كامل مساحة الجسم البشري تقريبًا من فترة الطفولة وما بعدها بغض النظر عن الجنس. ما عدا الاستثناءات التي تشمل: الشفاه وخلف الأذنين وراحتي اليدين وأخمص القدمين وبعض مناطق الأعضاء التناسلية الخارجية والسرة والنسيج الندبي. وتختلف كثافة الشعر (أي عدد بصيلات الشعر لكل وحدة مساحة من الجلد) من شخص إلى آخر. في كثير من الحالات، ستبدأ المناطق الموجودة في الجسم البشري والتي تحتوي على الشعر الزغبي في إنتاج شعر أغمق وسمك، مثل أول نمو لشعر اللحية على ذقن الذكور والإناث في سن المراهقة التي كانت ناعمة سابقًا، على الرغم من أنها قد تبدو أرق عند الإناث.
يتبع الشعر الأندروجيني نفس نمط نمو الشعر الذي ينمو على فروة الرأس، ولكن مع طور التَنامي أقصر (في الشعرة) وطور انتهائي أطول. في حين أن مرحلة طور التنامي للشعر على الرأس تستمر لسنوات، بينما مرحلة نمو الشعر الأندروجيني لشعر الجسم تستمر بضعة أشهر. وتدوم مرحلة الطور الانتهائي لشعر الجسم لمدة عام تقريبًا.
وتفسر فترة النمو القصيرة وفترة الخمول الطويلة هذه سبب ميل الشعر الموجود على الرأس لأن يكون أطول بكثير من الشعر الآخر الموجود في الجسم. ويمكن تفسير الاختلافات في الطول عند مقارنة الشعر على ظهر اليد وشعر العانة على سبيل المثال بدورات نمو متنوعة في هاتين المنطقتين. والأمر نفسه ينطبق على الاختلافات في طول شعر الجسم التي تظهر عند أشخاص مختلفين، وخاصة عند مقارنة الرجال والنساء.

## التوزع
تبدأ مثل الكثير من الشعر على جسم الإنسان، الساق والذراع والصدر وشعر الظهر كشعر زغبي. ومع تقدم الناس في العمر، فإن الشعر في هذه المناطق غالبًا ما يبدأ في النمو ليصبح أكثر قتامة وأكثر غزارة. ويحدث هذا عادة أثناء البلوغ أو بعده وغالبًا ما يكون لدى الرجال شعر أكثر وفرة وخشونة على الذراعين والظهر، بينما تميل النساء إلى إحداث تغيير أقل شدة في نمو الشعر في هذه المناطق، لكن مع ذلك تعاني من تغير كبير في سمك الشعر. ومع ذلك فقد ينمو الشعر عند بعض النساء أكثر قتامة وأطول في منطقة أو أكثر من هذه المناطق.

### الصدر والبطن
ينمو الشعر الزغبي على الصدر والبطن لكلا الجنسين في جميع مراحل النمو. بعد البلوغ وحتى مرحلة سن الرشد وينمو معظم الذكور مع زيادة كميات الشعر على مناطق الصدر والبطن. بينما يمكن للنساء البالغات أيضًا أن ينمو الشعر النهائي حول منطقة الهالة رغم أنه في العديد من الثقافات عادة ما تزال هذه الشعرات.

### الذراعان

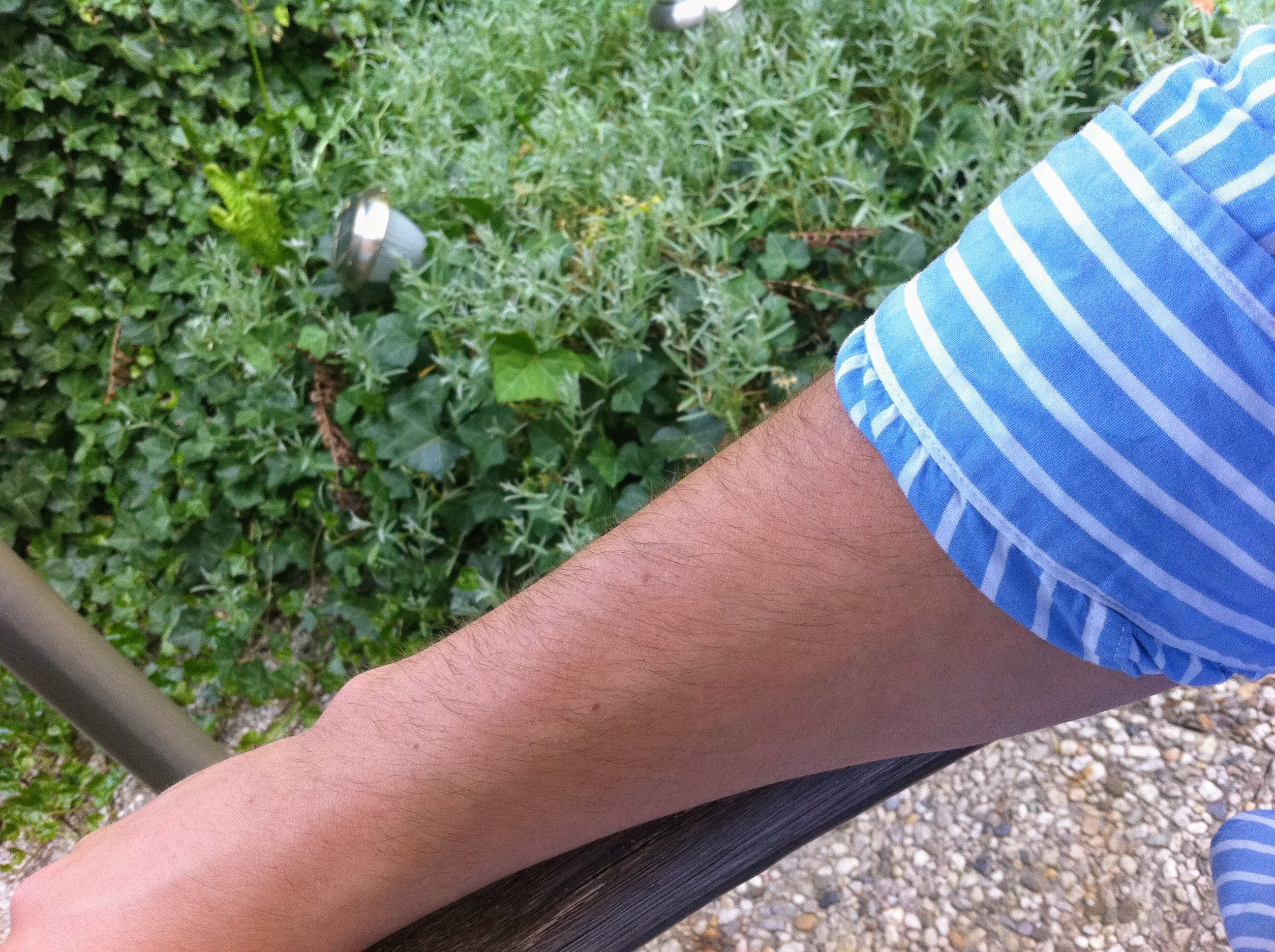
شعر الذراع عند الذكور

ينمو شعر الذراع على ساعدي الإنسان وأحيانًا في منطقة الكوع. ويتركز شعر الذراع على طرف معصم الساعد ويمتد إلى اليد. غالبًا ما يكون نمو الشعر عند الذكور المراهقين أكثر كثافة من ذلك عند الإناث، وخاصة بالنسبة للأفراد الذين يعانون من الشعر الداكن. وفي بعض الثقافات، من الشائع للنساء إزالة الشعر الذراع، على الرغم من أن هذه الممارسة أقل تكرارًا من إزالة الشعر في الساق.
يعتبر نمو الشعر على الذراعين خاصية جنسية ثانوية للبنين ويظهر في المراحل الأخيرة من البلوغ. عادة ما يتركز شعر الذراع الزغبي على طرف المرفق من الساعد وغالبًا ما ينتهي على الجزء السفلي من الذراع العلوي. ويحدث هذا النوع من نمو شعر الذراع الزغبي أحيانًا عند الشابات والشبان من كلا الجنسين حتى سن البلوغ. رغم أن هذا قد يتسبب في ظهور الذراعين أشعرين، إلا أنه لا ينجم عن التستوستيرون وحده. ويمكن أن يكون الشعر أنعم ولكنه يختلف عن شعر ذراع الرجل في الملمس.

### القدمان
يبدأ ظهور الشعر المرئي الذي يظهر على الأسطح العلوية للقدمين وأصابع القدم عمومًا مع بداية البلوغ. ويكون نمو الشعر على القدمين هو عادة أكثر كثافة في الذكور البالغين والمراهقين من الإناث.

### الساقان

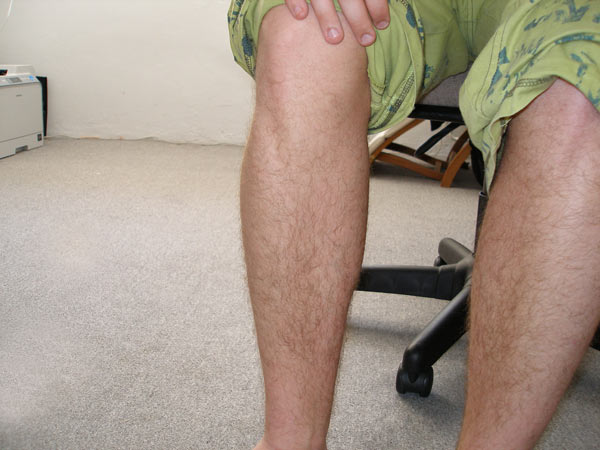
شعر الساق لشاب

يظهر أحيانًا شعر الساقين عند بداية مرحلة البلوغ، حيث تكون ساقي الرجال في أغلب الأحيان أكثر شعرًا من أرجل النساء.  ويمكن للأشخاص حلاقة شعر ساقهم لأسباب متنوعة تتضمن الممارسة الثقافية أو الاحتياجات الفردية.
وفي جميع أنحاء العالم، عادةً ما تحلق النساء شعر الرجل بشكل أكثر انتظامًا من الرجال، لتتوافق مع المعايير الاجتماعية للعديد من الثقافات، التي ينظر الكثير منها إلى البشرة الناعمة كعلامة على الشباب والجمال وعلى النظافة في بعض الثقافات الأخرى. وقد يحلق الرياضيون من كلا الجنسين شعرهم الأندروجيني خصوصًا السباحين والعدائين وراكبي الدراجات الهوائية وبناة الأجسام وذلك للحد من الاحتكاك وللفت الانتباه إلى نمو العضلات أو لتسهيل لبس وخلع الملابس الضيقة الملتصقة بالجسم.

### العانة
شعر العانة عبارة عن مجموعة من الشعر الخشن الموجود في منطقة العانة. وغالبًا ما ينمو أيضا على الفخذين والبطن. ويجادل الأخصائي في علم الحيوان ديزموند موريس في النظريات التي تطورت للإشارة إلى النضج الجنسي أو حماية الجلد من التشقق أثناء الجماع والتكاثر، ويفضل التفسير الذي يحدد أن شعر العانة يعمل كمصيدة رائحة. كما أن كلا الجنسين الذين يمتلكون شعر العانة السميك والذي يكون بمثابة وسادة جزئية لتلطيف الصدمات أثناء الجماع.
إن منطقة الأعضاء التناسلية للذكور والإناث تكون مأهولة أولًا بشعر زغبي أقصر وأفتح لونًا والذي يكون بجانب الشعر غير المرئي ويبدأ نموه فقط ليصبح شعر العانة أغمق وأسمك في سن البلوغ. وفي هذا الوقت تفرز الغدة النخامية هرمونات تناسلية تدعى الغونادوتروبينات التي تحفز إنتاج هرمون التستوستيرون في الخصيتين والمبيضين، مما يعزز نمو شعر العانة. يبدأ متوسط عمر بدء شعر العانة في النمو في الذكور والإناث في سن 12 و 11 تباعًا. ومع ذلك، فقد كان من المعروف أن شعر العانة عند بعض الإناث يبدأ بالنمو في وقت مبكر من العمر في سن السابعة.
كما ويختلف الأفراد في لون شعر فروة الرأس، ويمكن أن تختلف أيضًا في لون شعر العانة. كما أن الاختلافات في سمك ومعدل النمو والطول واضحة أيضًا.

### الإبط
عادة ما يبدأ شعر الإبط يظهر في بداية البلوغ، مع اكتمال النمو عادة بحلول نهاية سنوات المراهقة.
ومن الشائع اليوم في معظم أنحاء العالم، أن تقوم المرأة بانتظام بحلق شعر الإبط. غير أن انتشار هذه الممارسة يختلف اختلافًا كبيرًا. وأصبحت هذه الممارسة شعبية لأسباب تجميلية في عام 1915 في الولايات المتحدة والمملكة المتحدة، عندما أظهرت مجلة واحدة أو أكثر امرأة ترتدي ثوبًا مع حلقها لتحت ذراعيها. نظرًا لأن شعر الإبط عند النساء يتناقض بشكل ملحوظ مع شعرها جسدها الآخر مقارنة بشعر الرجل، فإنه مؤشر هام على النضج الجنسي وبالتالي غير مرغوب فيه في المجتمع الغربي التقليدي المهذب.
وقد أصبحت الحلاقة العادية ممكنة مع إدخال شفرة الحلاقة في بداية القرن العشرين. بينما اعتُمد حلق تحت الذراع بسرعة في بعض البلدان الناطقة بالإنجليزية، وخاصة في الولايات المتحدة وكندا، إلا أنه لم ينتشر في أوروبا حتى بعد الحرب العالمية الثانية. ومنذ ذلك الحين انتشرت هذه الممارسة في جميع أنحاء العالم حتى أن بعض الرجال أيضًا فضّلوا حلق إبطهم.

### الوجه
ينمو شعر الوجه بشكل أساسي على وجه الشخص أو حوله. يعاني كل من الرجال والنساء من نمو شعر الوجه. يبدأ نمو شعر الوجه غير الزغبي مثل شعر العانة في سن البلوغ تقريبًا. وعادة ما تبدأ الشوارب في النمو عند الشباب في سن البلوغ تقريبًا، على الرغم من أن بعض الرجال قد لا ينمو شاربهم حتى يصلوا إلى مرحلة المراهقة في وقت متأخر أو لا ينمو على الإطلاق. وفي بعض الحالات، قد يستغرق نمو شعر الوجه وقتًا أطول في مرحلة النضج مقارنة بالمراهقين المتأخرين، ولكن الكثير من الرجال لا ينمو الشعر في وجههم حتى في سن أكبر وغالبًا ما يرتبط نمو شعر الوجه بمستويات التوتر.
من الشائع أن يتطور عند العديد من النساء بعض شعر الوجه تحت الذقن أو حوله، على طول جوانب الوجه (في منطقة السوالف)، أو على الشفة العليا. وقد تظهر هذه في أي سن بعد البلوغ ولكن غالبًا ما تظهر عند النساء بعد سن اليأس بسبب انخفاض مستويات هرمون الاستروجين. إن قتامة لون الشعر الزغبي في الشفة العليا عند النساء لا تعتبر شعرة وجه حقيقية، على الرغم من أنه غالبًا ما يشار إليه باسم (الشارب) وقد يقل ظهور هذه الشعرات اللونية الداكنة عن طريق التبييض.
وهناك عدد قليل نسبيًا من النساء يكون شعر الوجه قادرًا على النمو ما يكفي للحصول على لحية متميزة. وفي بعض الحالات يكون نمو لحية الإناث هو نتيجة لعدم التوازن الهرموني (عادة زيادة الأندروجين) أو اضطراب وراثي نادر يعرف بفرط الشعر. وأحيانًا يكون سببه استخدام المنشات الابتنائية. ويدفع الضغط الثقافي معظم النساء على إزالة شعر الوجه إذ قد ينظر إليه على أنه وصمة اجتماعية.

## النمو
تكون بصيلات الشعر بدرجات متفاوتة من الحساسية للأندروجين، وفي المقام الأول التستوستيرون ومشتقاته، وخاصة ديهدروتستوستيرون، مع وجود مناطق مختلفة في الجسم حساسيتها مختلفة. مع زيادة مستويات الاندروجين، يزداد معدل نمو ونفوذ الشعر. تحدد العوامل الوراثية كلًا من مستويات الأندروجين الفردية وحساسية بصيلات الشعر تجاه الأندروجين، وكذلك الخصائص الأخرى مثل لون ونوع الشعر والاحتفاظ بالشعر.
يسبب ارتفاع مستويات الأندروجين خلال فترة البلوغ تحول الشعر الزغبي إلى شعر انتهائي فوق مناطق كثيرة من الجسم. يعكس تسلسل ظهور الشعر الانتهائي مستوى حساسية الأندروجين، ويعزى ظهور شعر العانة أولًا إلى حساسية المنطقة الخاصة للأندروجين. ينظر عادةً إلى ظهور شعر العانة لدى الجنسين على أنه مؤشر على بداية سن البلوغ. يوجد تمايز جنسي في كمية وتوزيع الشعر الأندروجيني، فيميل الرجال إلى الحصول على شعر انتهائي أكثر في مناطق أكثر. ويشمل ذلك شعر الوجه، وشعر الصدر، وشعر البطن، وشعر الساق، وشعر الذراع، وشعر القدم. تحتفظ النساء بمزيد من الشعر الزغبي الأقل وضوحًا، رغم أن شعر الساق والذراع والقدم يمكن أن يكون ملحوظًا على النساء. ليس نادرًا وجود عدد قليل من الشعر الانتهائي حول حلمات الثدي عند النساء. في العقود اللاحقة من الحياة، خاصة بعد العقد الخامس، انخفض شعر الجسم بشكل ملحوظ وخاصة الساقين. سبب ذلك غير معروف، لكن يمكن أن يكون بسبب ضعف الدورة الدموية، أو انخفاض كميات هرمون الدورة الدموية الحر أو أسباب أخرى.

## الوظيفة
يوفر الشعر الأندروجيني مدخلات حسية اللمس عن طريق نقل حركة الشعر والاهتزاز عبر القضيب إلى الأعصاب الحسية داخل الجلد. تكشف الأعصاب المسامية إزاحة قضبان الشعر وغيرها من النهايات العصبية في الجلد المحيط بها، وتكشف اهتزازات وتشوهات الجلد المحيطة بالبصيلات. يمد الشعر الأندروجيني الشعور باللمس وراء سطح الجلد في الهواء والفراغ المحيط به، كاشفًا حركات الهواء بالإضافة إلى إزاحة الشعر من ملامسة الحشرات أو الأشياء.

## التطور
يجب أن يأخذ تحديد الوظيفة التطورية للشعر الأندروجيني في الاعتبار كلًا من التطور البشري والخصائص الحرارية للشعر نفسه.
تعتمد الخصائص الديناميكية الحرارية للشعر على خواص خيوط الكيراتين والأحماض الأمينية التي تتحد في بنية «ملفوفة». تضفي هذه البنية العديد من الخصائص على الشعر، مثل قدرته على التمدد والعودة إلى طوله الأصلي. لا تجعله بنيته الملفوفة ميالًا لأن يكون متموجًا أو أجعدًا، ويحدد كلاهما عن طريق مقاطع شعرية مثلثية أو بيضوية.

### التطور لتقليل شعر الجسم
الشعر موصل حراري جيد للغاية ويساعد في نقل الحرارة إلى داخل وخارج الجسم. تنقبض العضلات الصغيرة (العضلة المُقِفة للشعرة) عند القشعريرة لرفع الشعر لتأمين العزل، عن طريق الحد من التبريد من خلال الحمل الحراري للهواء على الجلد، وكذلك استجابة المنبهات العصبية المركزية، على غرار الشعور «بالشعر المنتصب على الجهة الخلفية من رقبتك». تحدث هذه الظاهرة أيضًا عند تراكم الشحنة الساكنة وتخزينها في الشعر. لكن الكيراتين يمكن أن تتضرر بسهولة بسبب الحرارة الزائدة والجفاف، ما يوحي بأن التعرض المبالغ فيه للشمس، ربما بسبب نقص الملابس تؤدي إلى تدمير الشعر بشكل دائم، ما يؤدي في النهاية إلى توليد الجينات لصالح زيادة تصبغ الجلد. يمكن للطفيليات أن تعيش في الشعر وهذه حقيقة، وبالتالي فالأشخاص الذين يبقون على شعر جسمهم يحتاجون إلى نظافة عامة أكبر للوقاية من الأمراض.
قال ماركوس جاي. رانتالا من قسم العلوم البيولوجية والبيئية بجامعة يوفاسكولا بفنلندا، إن البشر تطوروا عن طريق «الاصطفاء الطبيعي» ليكونوا بلا شعر عندما أصبح «وجود عدد أقل من الطفيليات» أكثر أهمية من وجود «تدفئة، ومعطف فروي».
قال بّي. إي. ويلر من قسم البيولوجيا في جامعة ليفربول المتعددة التقنيات «إن ثدييات السافانا ذوات الأربع من نفس حجم البشر لديها شعر جسم للتدفئة في حين أن فقط ثدييات السافانا ذوات الأربع الأكبر تفتقر إلى شعر الجسم، لأن حجم جسمها نفسه يكفي لإبقائها دافئة». لذلك قال ويلر إن البشر الذين يجب أن يكون لديهم شعر الجسم بناءً على تنبؤات قائمة على حجم الجسم لوحده مقارنةً بثدييات السافانا، لكن لم يتطور أي شعر للجسم بعد تطور ثنائية الحركة وقال إن ذلك قلل من مساحة الجسم المعرضة للشمس بنسبة 40%، ما يقلل من تأثير الاحترار الشمسي على الجسم البشري.
حدث فقدان الفراء منذ ما لا يقل عن مليوني عام، ولكن ربما في وقت مبكر قبل 3.3 مليون عام، بالحكم على اختلاف قمل الرأس والعانة، وساعد الصيد بالمثابرة (القدرة على اصطياد الفرائس في مطاردات ذات مسافات طويلة) في السافانا الدافئة حيث تطور أشباه البشر لأول مرة. الميزتان الرئيسيتان الملموستان هما القدرة على التنقل على القدمين وقدرة أكبر على تبديد الحمل الحراري بسبب التعرق الأفضل والشعر الأقل.

### الانتخاب الجنسي
قال ماركوس رانتالا من قسم العلوم البيولوجية والبيئية بجامعة يوفاسكولا بفنلندا، إن وجود شعر المعتمد على الأندروجين على الرجال يمكن تفسيره من خلال الانجذاب الجنسي، إذ يحبس الشعر على الأعضاء التناسلية الفيرومونات والشعر على الذقن يجعل الذقن تبدو أكثر ضخامة.

## الشرائح السكانية بين البشر
كتب أوسكار بيشل عام 1876 أن المنغوليين من شمال آسيا و الأميركيين الأصليين والماليين والخويخوئيون وشعب بوشمن ليس لديهم إلا القليل من شعر الجسم، في حين أن الساميين والهنود الأوروبيين و الأوروبيين الجنوبيين (وخاصة البرتغاليين و الإسبان) لديهم شعر شامل للجسم.
قال عالم الأنثروبولوجيا جوزيف دنيكر في عام 1901 إن الشعوب المشعرة جدًا هي الآينو، و الشعوب الإيرانية، والسكان الأصليين الأستراليين (أرنهيم لاند أقل شعرًا)، وشعب التودا، و الشعوب الدرفيدية، و الميلانيزيون، بينما أكثر الشعوب الملساء (دون شعر) هم الهنود الأمريكيون، وشعب بوشمن، و الآسيويين الشرقيين الذين يشملون الصينيين و المغول و الملايو. قال دنيكر إن الناس الكثيري الشعر يميلون إلى أن تكون لحاهم ورموشهم وحواجبهم كثيفة، لكن شعرهم أقل على فروة رأسهم.
أجرى سي. إتش.  دانفورث وميلدريد تروت من قسم التشريح في جامعة واشنطن دراسةً بالاستعانة بجنود الجيش من أصل أوروبي في عام 1922 وتوصلوا إلى أن الرجال البيض ذوي الشعر الداكن عمومًا أكثر شعرًا من الرجال البيض ذوي الشعر الأشقر.
كتب إتش. هاريس، في مجلة بريطانية للأمراض الجلدية عام 1947، أن الهنود الأمريكيين لديهم أقل شعر في الجسم، و الصينيون و السود ليس لديهم شعر يُذكر بالجسم، والأشخاص البيض لديهم شعر جسم أكثر من السود، ولدى شعب الآينو شعر الجسم الأكثر.
وصف عالم الأنثروبولوجيا أرنولد هنري سافاج لاندور في عام 1970، الآينو بأن أجسامهم مكسوة بالشعر.
درس ستيوارت و. هيندلي وألبرت دامون من قسم الأنثروبولوجيا بجامعة ستانفورد عام 1937 شيوع الشعر على مفصل الإصبع الأوسط (شعر منتصف السلامية) لسكان جزر سليمان، كجزء من سلسلة من الدراسات للقياسات البشرية لهؤلاء السكان. لخصوا في تقارير دراسات أخرى عن مدى انتشار هذه السمة، إذ يشيرون عمومًا إلى أن شيوع الشعر في مفصل الإصبع الأوسط عند القوقازيين أكثر منه من الزنوج وذوي العرق المغولي، ويجمعون نسب الشيوع التالية من المؤلفات المنشورة مسبقًا: الآندانميس 0%، شعب الإنويت 1%، الأمريكيين من أصل أفريقي 16% أو 28%، و الإثيوبيين 25.6%، والمكسيكيين من يوكاتان 20.9%، وشينكوك وبينوبسكوت 22.7%، و جوركا 33.6%، اليابانيين 44.6 %، مختلف الهندوس 40-50%، المصريين 52.3%، شعوب الشرق الأدنى 62- 71%، مختلف الأوروبيين 60-80 %. ومع ذلك لم يكملوا خريطة الشعر الأندروجيني أبدًا.
وفقًا لعالم الأنثروبولوجيا والأستاذ آشلي مونتاجو في عام 1989، فالأشخاص الآسيويين والسود كشعب بوشمن أقل شعرًا من البيض. وقال مونتاجو أن ميزة الصلع هي سمة استدامة المرحلة اليرقية.
درس إيك-مينراد وينكلر وكيرين كريستيانسن من معهد البيولوجيا البشرية عام 1993، شعر الجسم ومستويات الهرمونات لشعبي كافانغو وكونغ لاستقصاء السبب في أن الأفريقيين السود لا يملكون أجسادًا مشعرة مثل أجساد الأوروبيين البيض. استنتج وينكلر وكريستيانسن أن الفرق في الشعر بين الأفريقيين السود والأوروبيين البيض له علاقة بالاختلافات في إنتاج الأندروجين أو الإستراديول، وفي أيض الأندروجين، وفي عمل الهرمونات الجنسية في الخلايا المستهدفة.
قالت فاليري آن راندال من قسم العلوم الطبية الحيوية بجامعة برادفورد عام 1994، نمو اللحية لدى الرجال القوقازيين يزداد حتى منتصف الثلاثينيات بسبب التأخر الناجم عن تغير دورات النمو من شعر الزغبي إلى الشعر الانتهائي. قالت راندال: الرجال والنساء البيض أكثر شعرًا من الرجال والنساء اليابانيين حتى مع وجود نفس المستويات الإجمالية من الأندروجين في البلازما. تقول راندال سبب أن بعض الأشخاص كثيري الشعر وبعضهم الآخر أملس غير واضح، لكنه على الأرجح يرتبط بحساسية متباينة لبصيلات الشعر إلى إنزيم مختزلة الألفا-5.
قال رودني بي. دوبر من مؤسسة أكسفورد للشعر عام 1997، أن ذكور شرق آسي إما أن يكونوا عديمي الشعر أولديهم شعر قليل على الوجه أو الجسم، وذكر دوبر أن ذكور دول البحر المتوسط يغطيهم شعر غزير.
استشهدت ميلكيكا نيتشيتش وزملاؤها من قسم علم وظائف الأعضاء في جامعة نيس في صربيا، بدراسات سابقة منشورة عام 2010 تشير إلى أن شيوع الشعر على مفصل الإصبع الأوسط (شعر منتصف السلامى) عند البيض أعلى بكثير منه عند السكان السود.

## الشعر الأندروجيني كسمة بيولوجية
ثبت أنه يمكن تحديد الأفراد بشكل فريد عن طريق نمط الشعر الأندروجيني لديهم. على سبيل المثال: حتى عند إخفاء السمات المميزة كالوجه والوشم، فلا يزال من الممكن التعرف على الأشخاص عن طريق شعرهم الموجود على أجزاء أخرى من الجسم.